# Bundesstraße 39

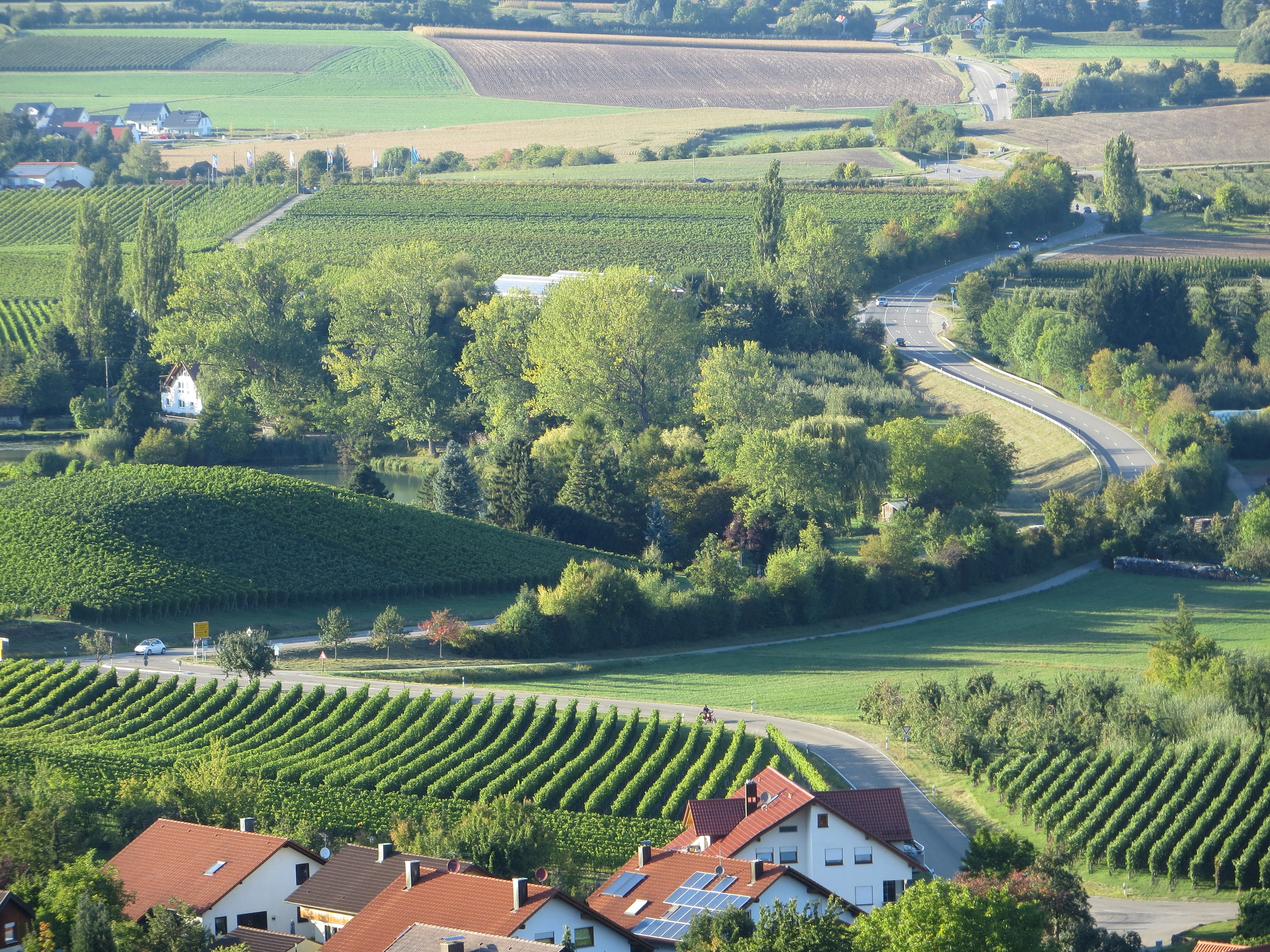
Die Bundesstraße 39 im Weinsberger Tal bei der Löwensteiner Seemühle

Die Bundesstraße 39 (Abkürzung: B 39) führt von Frankenstein im Pfälzerwald mit Unterbrechung durch Herabstufung bis nach Mainhardt in Baden-Württemberg. Die Straße verläuft in Rheinland-Pfalz über Lambrecht, Neustadt an der Weinstraße, Speyer und in Baden-Württemberg über Hockenheim endet südlich von Schwetzingen am Kreuz Schwetzingen/Hockenheim. Der zweite Teilabschnitt führt vom Kreuz Rauenberg über Sinsheim und Heilbronn nach Mainhardt.  Sie kreuzt dabei die Autobahnen A 65, A 6 und A 81 und bei Speyer mittels der Salierbrücke den Rhein.
Die Länge beträgt 143 km.

## Geschichte

### Ursprung
Die Ursprünge der Straße liegen in der römischen Straße von Speyer über Wiesloch zum Limes nach Bad Wimpfen. Im Mittelalter bestand auf annähernd dieser Route die Hohe Straße von Heidelberg nach Heilbronn, die durch den 1780–89 erfolgten Bau einer von der Streckenführung in Details veränderten Chaussee zwischen Steinsfurt und Fürfeld an Bedeutung und Verkehr gewann. Fürfeld hatte Verkehrsbedeutung aufgrund seiner Posthalterei im Gasthaus Ritter, ab dem frühen 19. Jahrhundert dann auch als württembergischer Grenzort nach Baden. Bis zur Gründung des Deutschen Zollvereins befand sich dort auch das Zollamt.
Im Jahre 1812 wurde auch die westliche Teilstrecke zwischen Altlußheim und Wiesloch zur Chaussee ausgebaut.

### Frühere Strecken und Bezeichnungen
Bei der ursprünglichen Nummerierung 1932 führte die damalige Fernverkehrsstraße 39 (FVS 39), ab 1934 Reichsstraße 39 (R 39) genannt, nur von Frankenstein bis Neustadt an der Weinstraße. Der Streckenabschnitt zwischen Speyer und Heilbronn bestand damals aus zahlreichen Nebenstraßen (Stand 1901):
| Land        | Staatsstraße | Länge    | Verlauf                                                             |
| ----------- | ------------ | -------- | ------------------------------------------------------------------- |
| Württemberg | Nr. 15       | 30,4 km  | Mainhardt–Heilbronn                                                 |
| Württemberg | Nr. 122      | 15,1 km  | Heilbronn–Landesgrenze (–Sinsheim)                                  |
| Baden       | Nr. 3        | 18,9 km  | (Heilbronn–) Landesgrenze–Sinsheim (–Heidelberg)                    |
| Baden       | Nr. 77       | ca. 8 km | (Aglasterhausen–) Sinsheim–Langenbrücken (heutige Bundesstraße 292) |
| Baden       | Nr. 172      | 8,9 km   | (Elsenz–) Eichtersheim–Wiesloch                                     |
| Baden       | Nr. 141      | 14,3 km  | Wiesloch–Altlußheim                                                 |
| Baden       | Nr. 78       | 5,9 km   | Hockenheim–Speyer                                                   |

Diese Nebenstraßen wurden erst um 1937 zur Reichsstraße 39 zusammengefasst. Zwischen Sinsheim und Angelbachtal-Eichtersheim verläuft die B 39 gemeinsam mit der B 292.

### Ersetzungen und Abstufungen
Zwischen Neulußheim und der Anschlussstelle Wiesloch/Rauenberg der A 6 wurde die B 39 2004 zur Landesstraße (L 723) abgestuft.
Im Rahmen der Abstufung der B 36 zwischen Graben-Neudorf und Neulußheim zum 1. Januar 2016 wurde das Reststück der B 36 von der Anschlussstelle Schwetzingen/Hockenheim bis Neulußheim der B 39 zugeschlagen.